# Europaparlamentsvalet i Danmark 1984
Europaparlamentsvalet i Danmark 1984 ägde rum 14 juni 1984 i Danmark och i Grönland. Färöarna stod utanför EG och valet. Danmark valde 16 av totalt 434 mandat i hela parlamentet. Grönland valde ett mandat och Danmark 15. Grönlandstraktaten trädde i kraft 1 januari 1985, varvid Grönland utträdde ur Gemenskapen och mandatet övergick till Danmark.

## Valet i Danmark
De nio politiska partier som var representerade i Folketinget och Folkebevægelsen mod EF som hade fått mandat vid förra valet var automatiskt kvalificerade att delta i valet. Partierna organiserade sig i tre valförbund. 
- Det Konservative Folkeparti och Venstre
- Socialistisk Folkeparti, Folkebevægelsen mod EF och Venstresocialisterne
- Centrum-Demokraterne och Kristeligt Folkeparti.

Valförbunden fungerade så att mandaten först fördelades mellan förbunden och sedan mellan medlemmarna i förbundet.
Danmark utgjorde ett enda valkrets. 2,0 miljoner röstade av totalt 3,8 miljoner röstberättigade. Det utgjorde en ökning av valdeltagandet från 47,8 till 52,4 procent sedan senaste valet.

### Valresultat Danmark
| Parti                         | Röster    | %     | Mandat | Ändring | Partigrupp |
| Socialdemokratiet             | 387 098   | 19,5  | 3      | ▬ 0     | SOC        |
| Radikale Venstre              | 62 560    | 3,1   | 0      | ▬ 0     |            |
| Konservative Folkeparti       | 414 177   | 20,8  | 4      | ▲ +2    | ED         |
| Socialistisk Folkeparti       | 183 580   | 9,2   | 1      | ▬ 0     | COM        |
| Centrum-Demokraterne          | 131 984   | 6,6   | 1      | ▬ 0     | EPP        |
| Folkebevægelsen mod EF        | 413 808   | 20,8  | 4      | ▬ 0     | RBW        |
| Kristeligt Folkeparti         | 54 624    | 2,7   | 0      | ▬ 0     |            |
| Venstre                       | 248 397   | 12,5  | 2      | ▼ -1    | LD         |
| Venstresocialisterne          | 25 305    | 1,3   | 0      | ▬ 0     |            |
| Fremskridtspartiet            | 68 747    | 3,5   | 0      | ▼ -1    |            |
| Blanka                        | 18 783    |       |        |         |            |
| Övriga ogiltiga               | 4 296     |       |        |         |            |
| Totalt                        | 2 013 359 | 100,0 | 15     |         |            |
| Röstberättigade/valdeltagande | 3 843 947 | 52,4  |        |         |            |

Som valet utföll, skulle det sextonde mandatet komma att tillfalla Socialistisk Folkeparti.

### Valda kandidater
Socialdemokratiet
1. Eva Gredal
2. Ove Fich
3. Ejner Hovgaard Christiansen

Det Konservative Folkeparti
1. Poul Møller
2. Claus Toksvig
3. Jeanette Oppenheim
4. Marie Jepsen

Socialistisk Folkeparti
1. Bodil Boserup

Centrum-Demokraterne
1. Erhard Jakobsen

Folkebevægelsen mod EF
1. Else Hammerich
2. Ib Christensen
3. Jørgen Bøgh
4. Jens-Peter Bonde

Venstre
1. Tove Nielsen
2. Jørgen Brøndlund Nielsen

### Förändringar under mandatperioden
- 1 januari 1985 Finn Lynge utträder och ersätts av John Iversen, Socialistisk Folkeparti, med anledning av Grönlands utträde ur EG.
- 13 oktober 1986 Poul Møller avgår och ersätts av Lars Poulsen.
- 1 september 1987 Jørgen Bøgh avgår och ersätts av Birgit Bjørnvig.
- 10 september 1987-31 oktober 1988 Peter Duetoft ersätter Erhard Jakobsen medan denne innehar en ministerpost i regeringen.
- 6 november 1988 Claus Toksvig avlider och ersätts av Frode Kristoffersen.

## Valet i Grönland
I valet i Grönland ställde två partier upp med varsin kandidat. Sittande europaparlamentariker Finn Lynge som kandiderade för Siumut vann över Konrad Stenholdt som kandiderade för Atassut. Valdeltagandet ökade till 35,6 mot 33,5 vid tidigare val.
| Parti                         | Röster | %      | Mandat | Ändring | Partigrupp |
| ----------------------------- | ------ | ------ | ------ | ------- | ---------- |
| Siumut                        | 7 364  | 63,5   | 1      | ▬ 0     | SOC        |
| Atassut                       | 4 241  | 36,5   | 0      | ▬ 0     |            |
| Blanka röster                 | 228    |        |        |         |            |
| Övriga ogiltiga               | 519    |        |        |         |            |
| Totalt                        | 12 352 | 100,00 | 1      |         |            |
| Röstberättigade/valdeltagande | 34 653 | 35,6   |        |         |            |